# Маунтен-Сіті (Теннессі)
Маунтен-Сіті (англ. Mountain City) — місто (англ. town) в США, в окрузі Джонсон штату Теннессі. Населення — 2415 осіб (2020).

## Географія
Маунтен-Сіті розташований за координатами 36°28′10″ пн. ш. 81°48′18″ зх. д. / 36.46944° пн. ш. 81.80500° зх. д. (36.469357, -81.804934).  За даними Бюро перепису населення США в 2010 році місто мало площу 8,56 км², уся площа — суходіл.

## Демографія
Згідно з переписом 2010 року, у місті мешкала 2531 особа в 1127 домогосподарствах у складі 645 родин. Густота населення становила 296 осіб/км².  Було 1282 помешкання (150/км²).
Расовий склад населення:
| - 96,8 % — білих - 1,0 % — чорних або афроамериканців - 0,2 % — корінних американців - 0,2 % — азіатів |

До двох чи більше рас належало 1,0 %. Частка іспаномовних становила 2,2 % від усіх жителів.
За віковим діапазоном населення розподілялося таким чином: 18,0 % — особи молодші 18 років, 56,8 % — особи у віці 18—64 років, 25,2 % — особи у віці 65 років та старші. Медіана віку мешканця становила 45,6 року. На 100 осіб жіночої статі у місті припадало 83,4 чоловіків;  на 100 жінок у віці від 18 років та старших — 83,3 чоловіків також старших 18 років.
Середній дохід на одне домашнє господарство  становив 40 566 доларів США (медіана — 25 905), а середній дохід на одну сім'ю — 52 484 долари (медіана — 42 899). Медіана доходів становила 35 250 доларів для чоловіків та 32 794 долари для жінок. За межею бідності перебувало 29,9 % осіб, у тому числі 27,9 % дітей у віці до 18 років та 21,9 % осіб у віці 65 років та старших.
Цивільне працевлаштоване населення становило 899 осіб. Основні галузі зайнятості: освіта, охорона здоров'я та соціальна допомога — 24,0 %, роздрібна торгівля — 23,5 %, публічна адміністрація — 12,7 %, будівництво — 11,6 %.